# ウルトラ・ヴィーレスの法理
ウルトラ・ヴィーレスの法理 (ultra vires doctrine) とは、法人の権利能力が定款所定の目的に限定されるという考え方。ウルトラ・ヴィーレス（またはウルトラ・ヴァイレース）の原理（または原則）ともいい、イギリス法に由来する法理である。
この法理によると、ある法人の目的に属さない行為は無効とされることになる。これにより、その法人（特に会社）に出資する者（株主など）は、出資のリスクを測定し、また、自己の出資の曝されるリスクを限定することができる。しかし、一方で、法人と取引関係に立つ者などは、法人の行為が無効とされることによって不測の損害を被るおそれがあり、むしろこの懸念の方が上述したメリットよりも大きいため、いかにして同法理を廃棄すべきかが議論されてきた。定款所定の「目的」の範囲を最大限に広げて解釈する方法も、その一つである。

## 日本における法理
日本においては、民法34条に「法人は、…定款その他の基本約款で定められた目的の範囲内において、権利を有し、義務を負う。」との定めがある。

### 会社に対する適用の可否
一般社団法人及び一般財団法人に関する法律の制定に伴い改正される前の民法43条は、「法人は、…定款又は寄附行為で定められた目的の範囲内において、権利を有し、義務を負う。」となっていた。改正後の34条とほとんど内容が変わらないものの、改正前の条文は公益法人に関する規定であったため、会社についてもこの規定が適用又は類推適用されるかについては争いがあった。しかし、改正により法人一般に関する規定として位置づけられたため、会社についてもウルトラ・ヴィーレスの法理が適用されると理解せざるを得なくなった。

### 判例
前述のとおり、会社法（平成17年改正前は商法）に基づいて設立された会社については、この法理の適用について争いがあったが、判例は八幡製鉄事件判決などにおいて、会社についても当時の民法43条（現在の34条に相当）の規定が類推適用されるとした。
もっとも、ある行為が定款所定の目的の範囲内とされるかという判断基準について、法人の種類により大きな差がある（八幡製鉄事件を参照）。実務上は、定款の目的を列挙した末尾に「以上の業務に関連する一切の業務」や「以上の業務を遂行するのに必要な一切の業務」等の包括条項（バスケット条項）をおいて、目的外行為とならない対応をしている。
また、法令に基づいて設立され、加入が義務付けられている税理士会についても、民法旧43条の類推適用を前提とする判決がなされている（南九州税理士会事件を参照）。

## イギリスにおける法理
前述のとおりウルトラ・ヴィーレスの法理はイギリス法に由来する法理であるが、そのイギリスでは、1989年会社法において、取締役が定款の目的外の行為を履行しようとした場合、その差止請求が認められるものの、実際に行為を行った場合には取引は有効であるとされ、従前のウルトラ・ヴィーレスの法理の対外的効果を廃止するに至った。